# 쿠안도 세아스 미아
《쿠안도 세아스 미아》(스페인어: Cuando seas mía)은 2001년부터 2002년까지 방영된 멕시코의 텔레노벨라이다.